# NGC 367
NGC 367 је лентикуларна галаксија у сазвежђу Кит која се налази на NGC листи објеката дубоког неба.
Деклинација објекта је - 12° 7' 42" а ректасцензија 1h 5m 48,9s. Привидна величина (магнитуда) објекта NGC 367 износи 14,7 а фотографска магнитуда 15,7.